# Bord nord du bassin de la Haine
Bord nord du bassin de la Haine este o arie protejată (arie specială de conservare — SAC, sit de importanță comunitară — SCI, arie de protecție specială avifaunistică — SPA) din Belgia întinsă pe o suprafață de 2.213,86 ha, integral pe uscat.

## Localizare
Centrul sitului Bord nord du bassin de la Haine este situat la coordonatele 50°30′08″N 3°45′09″E / 50.502306°N 3.752549°E.

## Înființare
Situl Bord nord du bassin de la Haine a fost declarat arie de protecție specială avifaunistică în decembrie 2016 pentru a proteja 1 specie de plante și 18 specii de animale. Alte tipuri de protecție:
- sit de importanță comunitară (în octombrie 2002)
- arie specială de conservare (în decembrie 2016)[1][3][4]

## Biodiversitate
Situată în ecoregiunea atlantică, aria protejată conține 14 habitate naturale: Vegetație psamofilă uscată cu pășuni deschise de Corynephorus și Agrostis, Ape stătătoare oligotrofe până la mezotrofe, cu vegetație de Littorelletea uniflorae și/sau de Isoëto-Nanojuncetea, Lacuri eutrofice naturale cu vegetație de tip Magnopotamion sau Hydrocharition, Lacuri și iazuri distrofice naturale, Cursuri de apă de la nivel de câmpie la nivel montan, cu vegetație Ranunculion fluitantis și Callitricho-Batrachion, Pajiști umede nord-atlantice cu Erica tetralix, Pajiști uscate europene, Liziere de ierburi înalte hidrofile de câmpie și de nivel montan până la alpin, Fânețe de joasă altitudine (Alopecurus pratensis, Sanguisorba officinalis), Depresiuni pe substraturi de turbă de Rhynchosporion, Păduri de fag acidofile atlantice, cu subarboret de Ilex și, uneori, de asemenea, Taxus, la nivelul arbuștilor (Quercion robori-petraeae sau Ilici-Fagenion), Păduri de fag Asperulo-Fagetum, Păduri acidofile de stejar bătrân cu Quercus robur pe câmpii nisipoase, Păduri aluvionare cu Alnus glutinosa și Fraxinus excelsior (Alno-Padion, Alnion incanae, Salicion albae).
La baza desemnării sitului se află mai multe specii protejate:
- plante (1): Leucobryum glaucum
- păsări (13): lăcar-de-rogoz (Acrocephalus schoenobaenus), pescăruș albastru (Alcedo atthis), rață pitică (Anas crecca), buha (Bubo bubo), caprimulg (Caprimulgus europaeus), ciocănitoarea de stejar (Dendrocopos medius), ciocănitoare neagră (Dryocopus martius), egretă albă (Egretta alba), becațină comună (Gallinago gallinago), sfrâncioc mare (Lanius excubitor), viespar (Pernis apivorus), lăstun de mal (Riparia riparia), chiră de baltă (Sterna hirundo)
- amfibieni (2): Bufo calamita, triton cu creastă (Triturus cristatus)
- nevertebrate (2): fluturele-tigru (Callimorpha quadripunctaria), libelule (Leucorrhinia pectoralis)
- pești (1): Rhodeus sericeus

Pe lângă speciile protejate, pe teritoriul sitului au mai fost identificate 19 specii de plante, 9 specii de amfibieni, 11 specii de mamifere, 8 specii de nevertebrate, 2 specii de reptile.